# Arhopalus
Genre
Arhopalus  est un genre d'insectes de l'ordre des coléoptères et de la famille des cérambycidés.

## Espèces rencontrées en Europe
- Arhopalus ferus (Mulsant, 1839)
- Arhopalus pinetorum (Wollaston, 1863)
- Arhopalus rusticus (Linnè, 1758)
- Arhopalus syriacus (Reitter, 1895)

## Autres espèces
- sous-genre Arhopalus
  - Arhopalus asperatus (LeConte, 1859)
  - Arhopalus biarcuatus (Pu, 1981)
  - Arhopalus cavatus (Pu, 1981)
  - Arhopalus coreanus (Sharp, 1905)
  - Arhopalus cubensis (Mutchler, 1914)
  - Arhopalus exoticus (Sharp, 1905)
  - Arhopalus foveatus'' Chiang, 1963 
  - Arhopalus foveicollis (Haldeman, 1847)
  - Arhopalus hispaniolae (Fisher, 1942)
  - Arhopalus productus (LeConte, 1850)
  - Arhopalus tibetanus (Sharp, 1905)
  - Arhopalus tobirensis Hayashi, 1968
- sous-genre Cephalallus Sharp, 1905 
  - Arhopalus oberthueri (Sharp, 1905)
  - Arhopalus ryukyuensis Makihara, 2003

Enfin, une espèce fossile a été décrite du Colorado:
- Arhopalus pavitus (Cockerell, 1927)